# Madison (Illinois)
Madison je grad u američkoj saveznoj državi Ilinois. Prema popisu stanovništva iz 2010. u njemu je živjelo 3.891 stanovnika.